# People en Español
People en Español (People en idioma español) es una revista estadounidense en español publicada por Time Inc. (una división de WarnerMedia) que debutó en el año 1996, originalmente como la versión en español de la revista People. A partir del año 2009, se convirtió en la revista en español con mayor número de lectores en Estados Unidos, llegando a 6.4 millones de lectores en cada edición.
Distinguiéndose de la revista en inglés, el contenido editado originalmente de la revista People en Español combina las portadas del mundo hispano y general de entretenimiento, artículos sobre moda y belleza e historias de interés humano.

## Historia
Time Inc. lanzó la edición en español de la revista People en el año 1996. La compañía ha dicho en The New York Times que la nueva publicación surgió después de una edición del año 1995 de la revista original distribuida con dos portadas distintas, una con la cantante tejana Selena y la otra con la exitosa serie de televisión Friends; se vendieron todos los ejemplares de la portada de Selena mientras que la otra no.
La idea original era que en español, las traducciones de los artículos de la revista en inglés abarcaría la mitad del contenido de la revista. Después de un tiempo, llegó a tener una mezcla de 90% de contenido original y 10% de material traducido que fuera considerado por los editores, por tener importancia intercultural.
Debido a que el número de lectores comprende hispanohablantes de diversos orígenes, el personal editorial hace todo lo posible para utilizar una variedad neutral del español. Un miembro del personal, Betty Cortina, dijo a The Washington Post en el año 1996: "Nosotros nos vigilamos el uno al otro a medida que editamos, asegurándonos de que mantenemos un alto nivel, sin jerga española. Estamos tratando de desechar el mito de que todo el mundo quiere un tipo diferente de españoles".
La revista ha recibido una serie de premios, incluyendo ser nombrada una de las "más notables revistas lanzadas de los últimos 20 años" por Industry News Media (MIN). En abril de 2006, su editor en aquel momento, Jacqueline Hernández, fue nombrada ejecutiva del año. En el mes de marzo del año 2007, People en Español fue incluido en la Hot List de Adweek "10 under 50" por cuarto año consecutivo.

## Premios People en Español
Organizados cada año por la revista. La primera edición de los Premios fue en el año 2009 donde se presentó la lista completa de los ganadores en la edición de diciembre/enero de la revista.Se premia a lo mejor de la música, la moda, la farándula, el cine, la televisión y las telenovelas.En el año 2010, se organizó la primera gala del evento que fue llevada a cabo en Miami.
Entre las galas tenemos:
- 2009: 1º Gala de Premios People en Español.
- 2010: 2º Gala de Premios People en Español.
- 2011: 3º Gala de Premios People en Español.
- 2012: 4º Gala de Premios People en Español.
- 2013: 5º Gala de Premios People en Español.
- 2014: 6º Gala de Premios People en Español.

## Ediciones especiales
Entre las once publicaciones que la revista People en Español lanza por año, hay varias ediciones especiales, en junio "Los 50 más Bellos" y en diciembre la "Estrella del Año". Las ediciones especiales debutaron en el año 2007 incluyendo en febrero la de "Los 100 hispanos Más Influyentes" y en el mes de noviembre el "Hombre vivo más sexy", de forma similar a la franquicia establecida por la revista People.

### Los 50 más Bellos
Desde el año 1997, cada edición de junio celebra las estrellas latinas más atractivas del mundo del cine, de la televisión, la música, del deporte y de la política. En la primavera de ese año, la lista comenzó llamándose "25 Bellezas". En 2004, el entonces editor, Richard Pérez-Feria, aumentó la lista a 50 y cambió el nombre del tema "50 Más Bellos" al igual que la franquicia de la revista estadounidense. Para junio del año 2007 el entonces editor, Pedro Castro, seleccionó la primera estrella no-hispana para la portada colocando a Beyoncé junto con otras siete estrellas latinas.
Desde el año 2002, la revista ha organizado un evento anual de celebridades honrando a las más bellas en Nueva York.Telemundo produjo un especial de dos horas del evento desde el año 2003 hasta el año 2007.

### Los 50 más Bellosportadas
| Año  | Persona en la portada | |
| ---- | --- | --- |
| 2014 | Osvaldo Miranda Arteaga, Maite Perroni, Ana Brenda Contreras, Angelique Boyer, Daniel Arenas, Génesis Rodríguez, Saúl Álvarez, Eiza González, Blanca Soto, Pedro Moreno y Marjorie de Sousa. | |
| 2013 | David Zepeda, Lucero, Jencarlos Canela, Erick Elías, Eugenio Siller, Rafael Amaya y Sebastián Rulli.                                                                                         | Portada. |
| 2012 | Thalía, Ricky Martin, Zoe Saldaña, Alicia Machado, Gaby Espino, Charytín, Silvia Navarro, Chiquinquirá Delgado, Ana Brenda Contreras.                                                        | Portada. |
| 2011 | Elizabeth Gutiérrez, Kate del Castillo, William Levy, Alejandra Guzmán, Blanca Soto, Angelique Boyer, Dulce María, Ilia Calderón.                                                            | Portada. |
| 2010 | Belinda, Daisy Fuentes, Fernando Colunga, Jacqueline Bracamontes, Giselle Blondet, Sofía Vergara, Olga Tañón, Adamari López.                                                                 | Portada. |
| 2009 | Maite Perroni, Eva Longoria, Catherine Siachoque, Karla Monroig, Dayana Mendoza, Ana de la Reguera, Edith González, Ana Bárbara, Bárbara Bermudo, Lili Estefan.                              | Portada. |
| 2008 | Christina Aguilera; Dayanara Torres; Danna García; Sofía Vergara; Angélica Rivera; Ivy Queen; Myrka Dellanos; Marlene Favela.                                                                | Portada. |
| 2007 | Angélica Vale; Adamari López; Alejandro Fernández; Beyoncé; Mario López; Candela Ferro; Bárbara Bermudo; Ludwika Paleta.                                                                     | Portada. |
| 2006 | Jennifer Lopez. | Portada. |
| 2005 | Paulina Rubio; María Celeste Arrarás; Dayanara Torres; Gloria Estefan; Paola Rey; Daisy Fuentes; Sônia Braga; Inés Rivero; Karyme Lozano.                                                    | Tres páginas de portada. Seis diferentes versiones de la cubierta ofrecen "divas" en diferente orden. Fueron producidos para las diferentes regiones. |
| 2004 | Juan Soler; Myrka Dellanos; Roselyn Sánchez; Bárbara Mori; Nicholas González; Michelle Rodríguez; Eduardo Verástegui; Luis Fonsi.                                                            | Portada. |
| 2003 | Thalía. | Último año en la que se llamó "25 Bellezas". |
| 2002 | Paulina Rubio. | |
| 2001 | Shakira. | |
| 2000 | Juan Soler. | |
| 1999 | Alejandro Fernández. | |
| 1998 | Carlos Ponce. | |
| 1997 | Ricky Martin. | |